# Психологічна готовність
Психологічна готовність до виконання службово-бойових завдань — сукупність певних психологічних властивостей та станів особистості, яка складається з особистісної та функціональної готовності.
Психологічна готовність до виконання службово-бойових завдань — це складне динамічне утворення, яке є основою їх активних дій під час службово-бойовій діяльності, що містить службово-мотиваційний, розумово-пізнавальний та емоційно-вольовий компоненти .
Психологічна готовність військовослужбовця до діяльності - особливий особистісний стан, який припускає наявність в суб’єкта образу структури дії та постійної спрямованості свідомості на його виконання, що у свою чергу є важливою складовою професіоналізму, як прояву професійної майстерності.
Психологічна готовність - результат підготовки (підготовленості) до певного виду діяльності; стійка, багатоаспектна та ієрархієзована властивість особистості, що визначає успішність виконання діяльності, і становить собою комплекс взаємопов'язаних та взаємозумовлених психологічних якостей, які забезпечують успішність її виконання.
Проблемою визначення концептуальних положень формування психологічної готовності військовослужбовців до здійснення службової діяльності в умовах бойових дій є відсутність єдиної теорії, що спроможна була б описати особливості психічної діяльності та поведінки людини у незвичайних, екстремальних, небезпечних та несумісних із життям умовах існування та праці. Узагальнюючи підходи та наробки сучасних дослідників до проблеми психологічної готовності військовослужбовців до здійснення службової діяльності в умовах бойових дій, слід зазначити, що науковців більше цікавить прикладний аспект проблеми його формування в умовах ведення сучасних війн.

## Структура психологічної готовності
Моделі структур психологічної готовності особистості:.
| Автори моделі                                           | Кількість компонентів | Структурні елементи |
| С. Мул                                                  | 2                     | - внутрішньоособистісний компонент (диспозиційні установки); - ситуаційний компонент (здатність ефективно реагувати екстремальних ситуаціях діяльності) |
| О. Кокун, В. Мороз, І. Пішко, Н. Лозінська              | 2                     | - особистісна готовність (моральна, вольова, загально психологічна); - функціональна готовність (мотиваційна, когнітивна, креативна, орієнтаційна, операційна) |
| О. Божович                                              | 3                     | - когнітивний; - регуляторний; - особистісно-смисловий |
| А. Стаднік, І. Ващенко, В. Васищев                      | 3                     | - службово-мотиваційний (прагнення на успішну службу, уміння та навички, необхідні для ефективного виконання службово-бойових завдань); - розумово-пізнавальний (когнітивний аналіз ситуації, пошук найкращих способів вирішення службово-бойових завдань); - емоційно-вольовий (загальне ставленням до служби, максимальної мобілізації власних сил для виконання службово-бойових завдань) . |
| О. Іванова                                              | 3                     | - функціональний; - емоційний; - особистісний |
| Н. Кузьміна, В. Моляко                                  | 3                     | - сенсорна організація індивіда; - показники, що відповідають різноманітним умовам виконання професійної діяльності; - психічні властивості, стани і процеси суб’єкта діяльності |
| М. Логачов                                              | 3                     | - психічний; - технічний; – фізичний |
| Л. Махотнюк                                             | 3                     | - мотиваційно-ціннісний (вибіркова спрямованість на професійну діяльність); - когнітивний (система знань, необхідних для успішної діяльності); - операційно-діяльнісний (здібності особистості щодо ефективного виконання службових функцій) |
| М. Томчук                                               | 3                     | - мотиваційний; - загально професійний; - емоційно-вольовий |
| В. Шалаєв                                               | 3                     | - інформаційний; - операційний; - мотиваційний |
| Б. Адам, К. Холл, М. Томпсон (канадська модель)         | 3                     | - організаційні чинники (організаційна поведінка громадян, організаційні зобов’язання, ідентифікація з організацією, задоволення від роботи, організаційна підтримка благополуччя); - чинники, що є результатом професійного навчання (технічна компетентність у специфічних і неспецифічних завданнях службової діяльності, самоефективність як впевненість у здатності діяти так, щоб досягти бажаних результатів, копінг- стратегії як здатність пристосуватися до впливу стресових ситуацій); - чинники, що є результатом персональних допоміжних програм (фізична придатність до військових оперативних вимог у різноманітті виконання завдань у різних географічних і природних, напружених умовах, та обмеженому інформуванні, сімейна підтримка спрямована на зміцнення внутрішньої організації та функціонуванні сім’ї, досягнення оптимального балансу між життям та роботою) |
| О. Тарнавська                                           | 3                     | – функціональна підструктура (містить компоненти: мотиваційний – мотиви вибору професії, орієнтація на цінності діяльності; когнітивний – знання спеціальності; операційний – наявність умінь і навичок, необхідних для вирішення професійних завдань, моделювання власної діяльності); – емоційна підструктура (налаштованість на вирішення завдань, упевненість у собі, стан задоволеності професією, задоволення від роботи); – особистісна підструктура (професійно значущі якості особистості) |
| А. Деркач                                               | 4                     | – позитивне ставлення до діяльності, професії; – адекватні вимогам діяльності, професії, риси вдачі, здібності, темперамент, мотивація; – необхідні знання, уміння, навички; – стійкі, професійно важливі особливості сприйняття, уваги, емоційних і вольових процесів |
| Л. Захарова                                             | 4                     | – цільовий компонент (наявність моделі діяльності з вибором пріоритетних професійних цілей з врахуванням актуальних потреб здійснюваної діяльності); – мотиваційний (актуалізація потреби у особистісному та професійному формування та самоформування); – регуляційний (здатність до регуляції та саморегуляції у процесі професіоналізації); – операційний (знання, вміння та навички застосовувати засоби реалізації діяльності) |
| О. Добрянський                                          | 4                     | – мотиваційний; – когнітивний; – емоційно-вольовий; – операційно-процесуальний |
| В. Варваров                                             | 4                     | – відображальний; – спонукальний; – виконавчий; – регулюючий |
| Л. Карамушка, О. Тополенко                              | 4                     | – мотиваційний; – когнітивний; – операційний; – особистісний |
| В. Ягупов                                               | 4                     | – мотиваційний (прагнення подолати труднощі майбутнього бою та розуміння необхідності їх подолання, оцінка власних можливостей щодо управління психічними станами та діями на основі накопиченого досвіду); – пізнавальний (поінформованість щодо цілеспрямованої діяльності в екстремальних умовах бойової обстановки); – емоційний (почуття впевненості або сумніву у власній готовності до подолання труднощів сучасного бою, уміння управляти власними емоційно-вольовими процесами в екстремальних умовах); – вольовий (здатність до подолання труднощів сучасного бою) |
| М. Томпсон, Л. Песто (австралійська модель)             | 5                     | - індивідуальна готовність (готовність, здатність мотивовано виконувати військові місії); - колективна готовність (віра солдата у здатність ефективно виконувати завдання); - вимірювальна готовність (тактична майстерність, експлуатаційна надійність устаткування тощо); - готовність до моделювання ситуації бою у взаємодії з групою; - формувальна готовність (готовність до прийняття і підпорядкування лідеру, створення довіри та емоційної підтримки, ініціативність, загальне благополуччя, впевненість) |
| Я. Бондаренко                                           | 5                     | - усвідомлення власних потреб і потреб суспільства, колективу і поставленого службового завдання, усвідомлення цілей та оцінка умов виконання діяльності, актуалізація власного досвіду; - визначення та вибір на основі досвіду та оцінки умов діяльності найймовірніших способів виконання завдань; - прогнозування; - оцінка інтелектуальних, мотиваційних, емоційно-вольових процесів та співвіднесення їх з власними можливостями; - мобілізація сил відповідно до умов та завдань діяльності |
| І. Воробйова, О. Колесніченко, Я. Мацегора              | 5                     | - мотивація обов’язку (розуміння і усвідомлення завдань; свідоме прагнення до добросовісного виконання службового обов’язку; моральну нормативність поведінки; потрібність у подоланні труднощів і наполегливість в досягненні мети; прояв інтересу до виконання службово-бойових завдань в екстремальних ситуаціях; прагнення добитися успіху і показати себе з кращого боку при виконанні обов’язків; відчуття задоволення при виконанні поставлених завдань); - професійна витривалість (уміння мобілізувати себе в складній обстановці і зосередити сили на виконання поставленого завдання; наполегливість, рішучість, цілеспрямованість, завзятість в подоланні виниклих труднощів, самовладання; вольову стійкість при ухваленні відповідального рішення, здатність брати на себе відповідальність в екстремальних ситуаціях; уміння зберігати високий рівень активності, ініціативи, самостійності; здібність протистояти втомі, долати сумніви, розгубленість, боязнь, страх); - професійна взаємодопомога і довіра (уміння залучати додаткові ресурси свого соціального оточення для виконання поставлених завдань, та створення ефективного захисного потенціалу шляхом об’єднання антистресових потенціалів членів колективу); професійна компетентність (розуміння завдань службово- бойової діяльності, виконання обов’язків і оцінка їх значущості; уявлення про вірогідні зміни обстановки, труднощі, майбутні умови виконання СБЗ в екстремальних ситуаціях; обсяг знань, прийомів, засобів і способів досягнення мети; наявність професійних умінь і навичок дій для виконання СБЗ; здібність до аналізу оперативної ситуації); – вольове зусилля (уміння управляти своїми емоціями; уміння мобілізовуватися на виконання поставленого завдання; - упевненість у своїх силах, в успіху; здатність протистояти роздратуванню; емоціональну стійкість до тривалих напруженим навантаженням, ризику, небезпеці) |
| Ю. Голованов                                            | 5                     | – мотиваційний; – вольовий; – когнітивний; – регуляторний; – типологічний |
| М. Дяченко, Л. Кандибович                               | 5                     | – мотиваційний (актуалізація потреби особистісного та професійного формування та самоформування); – орієнтаційний (знання та уявлення про особливості та умови професійної діяльності, а також професійні вимоги до особистості); – операційний (володіння знаннями, навичками, вміннями, засобами та прийомами професійної діяльності); – емоційний (контроль емоцій та почуттів для забезпечення успішності та результативності діяльності); – вольовий (самоконтроль, вміння керувати діями та операціями як складовими професійної діяльності) |
| М. Королчук, В. Крайнюк                                 | 5                     | – позитивне ставлення до діяльності; – професійні риси сприймання, мислення, уяви та пам’яті; – емоційно-вольова стійкість; – професійні знання, уміння, навички та звички; – відносність рис удачі, темпераменту, здібностей щодо особливостей діяльності |
| О. Колесниченко                                         | 5                     | – когнітивний (знання, вміння, навички, прийоми та засоби осягнення мети діяльності, уявлення про можливі труднощі та умови виконання діяльності тощо); – мотиваційний (мотивація до успіху, усвідомлення значущості службових завдань, відповідальне виконання службового обов’язку тощо); – вольовий (наполегливість, рішучість,витримка, стресостійкість, емоційно-вольова стійкість тощо); – типологічний (тип нервової системи, сила та врівноваженість нервових процесів, нервово-психічна стійкість, самовладання, адаптаційні можливості); – регуляторний (здатність керувати власними емоціями, поведінкою і станами, самоконтроль) |
| Н. Пенькова                                             | 5                     | – мотивація обов’язку; – професійна витривалість; – професійне співробітництво; – професійна компетентність; – самомобілізація |
| Л. Кондрашова                                           | 6                     | - мотиваційний; - морально-орієнтаційний; - пізнавально-операційний; - емоційно-вольовий; - психофізіологічний; - оцінковий |
| Ф. Кіркленд, П. Бартон, Д. Марлоу (американська модель) | 6                     | - зобов’язання перед командою, «вертикальне з’єднання», віра лідерам, загальне благополуччя, віра в себе та зброю, задоволення від роботи; - п’ять компонентів психологічної готовності командирів: військові (бойові) навички; - дисципліна; - вирішальний контроль; - «горизонтальне з’єднання» (єдність); - «вертикальне з’єднання» (чітке підпорядкування) |

## Діагностика
Для оцінки компонентів тривалої психологічної готовності пропонуються методики .:
- Багаторівневий особистісний опитувальник (БОО) “Адаптивність-200”;
- “Шкала загальної самоефективності” (Р. Шварцер та М. Єрусалем, адаптація В. Ромека; з нашою модифікацією основного питання на військово-професійну самоефективність);
- Методика “Мотивація професійної діяльності” (К. Замфір, модифікація А. Реана);
- Методика шкалованої самооцінки психофізіологічного стану (О. Кокун);
- Опитувальник військово-професійної життєстійкості (О. Кокун);
- Опитувальник “Стратегії долання стресових ситуацій” (Strategic Approach to Coping Scale, SACS; S. Hobfoll, адаптація Н. Водоп’янової та О. Старченкової);
- “Коротка шкала тривоги, депресії та ПТСР” (адаптація І. Котєньова);
- Коротка шкала стійкості (The Brief Resilience Scale; B. Smith);
- Анкета опитування експертів про рівень психологічної готовності військовослужбовців військової служби за контрактом до виконання завдань за призначенням після підготовки, під час бойового злагодження [1].

Для           діагностики            адаптаційних            можливостей військовослужбовців           використовується           Багаторівневий особистісний опитувальник (БОО) “Адаптивність-200”. Опитувальник дозволяє отримати інформацію щодо деяких соціально-психологічних і психологічних характеристик особистості, що відображують інтегральні особливості психічного та соціального розвитку, визначити рівень стійкості до бойового стресу .
Автоматизований психодіагностичний комплекс “Психологічна готовність” для визначення психологічної готовності особистості фахівця екстремального виду діяльності
Для функціонування автоматизованого психодіагностичного комплексу необхідна така інформація, що зберігається в базах даних:
- загальні анкетні відомості про респондента;
- результати комп’ютерного психологічного і психофізіологічного обстеження;
- вихідні тести (тестові завдання);
- встановлення комплексного тесту.

У загальних анкетних відомостях про кандидата передбачені можливості введення даних, необхідних для вивчення психологічних і психофізіологічних особистостей респондента та визначення психологічної готовності особистості.
Результатами комп’ютерного психологічного і психофізіологічного обстеження є :
- показники діагностичних шкал, які виражені в конкретних фізичних величинах, передбачених кожною методикою;
- стандартизовані показники діагностичних шкал залежно від цілей обстеження й групування результатів за різними компонентами психологічної готовності особистості ;
- інтегральний висновок про стан психологічної готовності за результатами обстеження [5][6].